# Kastafsko kulturno leto
Kastafsko kulturno leto je kulturna manifestacija koja se održava u ljetnim mjesecima u gradu Kastvu u Hrvatskoj. Jedan od najstarijih ljetnih festivala na Kvarneru osnovan je 1992. godine. Festival obuhvaća glazbene, dramske, izložbene, filmske, književne, obrazovne i druge sadržaje. Kastafsko kulturno leto je manifestacija međunarodnog karaktera i oko sebe okuplja partnerske organizacije koje sudjeluju u kreiranju kulturnog sadržaja.

## Festival
Počeci ove manifestacije sežu u početke 90-ih, točnije 1992. godinu. Tada je grupa entuzijasta organizirala prvo leto kojega su obilježili dramski programi domaćih autora i izvođača. Narednih godina program je bio veći i bogatiji, a publika sve brojnija i zadovoljnija. Do današnjih dana nastavljen je trend povećanja sadržaja i raznolikosti programa, tako da festival sada obuhvaća glazbu, kazalište, izložbe, film, književnost i specifične edukativne programe. Osim glavnog dijela programa, uz festival se usko vežu i drugi festivali poput Čansonfesta, Kastav Film Festivala, Kastav Blues Festa i sl. Od 2013. festival kroz svoj partnerski program podržava i druge organizatore kulturnih događanja u Kastvu, a pokrenute su i aktivnosti s europskim partnerima iz drugih zemalja. U Kastvu su nastupali izvođači i umjetnici iz Hrvatske (LET 3, Darko Rundek, Jinx, The Bambi Molesters, Damir Urban, TBF, Vatra, Massimo, Neno Belan, Rade Šerbedžija, Teatar Exit). Također, sudjelovanjem brojnih inozemnih izvođača i umjetnika (Tommy Emmanuel, Igudesman&Yoo, Renato Borghetti, Franco Morone, Amira Medunjanin, Miroslav Tadić, Đorđe Balašević, Zijah Sokolović…) iz cijelog svijeta stvorena je međunarodna i interkulturalna dimenzija.

## Udruga
Udruga Kastafsko kulturno leto od 1999. godine uspješno organizira festival Kastafsko kulturno leto, čime je nastavila tradiciju koncepta ljetnog kulturnog programa u Kastvu. Kroz to razdoblje u Kastvu je nastupalo više tisuća izvođača iz raznih zemalja, a programe je posjetilo oko stotinu tisuća posjetitelja i posjetiteljica. Udruga je zaslužna za osnivanje malih zavičajnih muzeja na području Grada Kastva, a karakteristična je i bliska suradnja s amaterskom glumačkom skupinom Istarska vila iz Kastva te nizom drugih udruga. Misija Udruge Kastafsko kulturno leto je aktiviranje kulturnih resursa dostupnih na području Grada Kastva i okolice, pružanje mogućnosti kulturnog obrazovanja i konzumiranja kvalitetnih kulturnih proizvoda, poticanje aktivnog kritičkog razmišljanja kod konzumenata programa Udruge, razvoj umjetničkih i kreativnih potencijala na području Primorsko-goranske županije te suradnja i povezivanje s različitim tradicijama i kulturama. Strateški ciljevi organizacije su osiguravanje kontinuirane kulturne ponude u Gradu Kastvu, povećanje utjecaja na razvoj kulturne politike Grada Kastva i pružanje stručne i logističke potpore manjim organizacijama s područja Grada Kastva i Primorsko-goranske županije. Posebni ciljevi organizacije su održavanje i razvoj festivala Kastafsko kulturno leto te izrada strateških i analitičkih dokumenata s ciljem praćenja tržišnih trendova.

## Programske linije
Dramski program pozicionirao se kao jedna od najvažnijih i najposjećenijih programskih linija Kastafskog kulturnog leta pa se Kastav tako pretvara u ljetni teatar na impozantnoj otvorenoj pozornici Crekvine. Različiti programi, proizašli iz različitih konteksta, uvijek se dotiču aktualnih tema. Kastavci i Kastavke oduvijek su imali posebnu vezu s kazalištem, što najbolje dokazuje i bogata aktivnost lokalnih amaterskih glumačkih grupa.
Glazbeni program je najopsežniji i najraznolikiji sadržaj Kastafskog kulturnog leta, a često se izvodi svjetska glazba, klasična glazba, alternativna glazba, etno, jazz itd.
Festival gitare tradicionalno se održava od 1997. godine. Festival je danas priznat i prepoznat u europskim i svjetskim gitarističkim krugovima. U Kastvu su nastupala najpoznatija gitaristička imena sa svih kontinenata: Tommy Emmanuel, Martin Taylor, Neal Stacey, Michael Koschoreck, Alvaro Pierri, Monica Salmaso, Paulo Bellinati, Ratko Zjača, Augustin de la Fuente, Leono Moro, Margarita Escarpa, Uwe Kopinski, Michael Sagmeister i drugi.
Izložbeni program je do 2013. godine organiziran u impresivnoj Galeriji sv. Trojice, a nakon isteka koncesije, izvodi se na ulicama i trgovima Kastva i pritom privlači sve veći broj posjetitelja i posjetiteljica. Posljednjih godina stavljen je naglasak na istraživanje specifičnih lokalnih tema i prikazivanje istih u suvremenim interpretacijama na javnim prostorima te suradnjom s umjetnicima i stručnjacima iz Hrvatske i inozemstva (Dalibor Martinis, Stipan Tadić, Davor Konjikušić...)
Filmski program omogućen je kroz sudjelovanje u projektu Kino Mediteran. Riječ je o putujećem kinu u organizaciji Festivala mediteranskog filma Split, čiji je glavni cilj vraćanje kino repertoara u gradove diljem Hrvatske gdje su kina odavno zatvorena ili ne postoje. Najčešće se prikazuju dugometražni i kratkometražni filmovi.
Književni program sastoji se od Dana književnosti, najmlađe programske linije Kastafskog kulturnog leta, tijekom kojih publika ima priliku uživati u pisanoj riječi uz druženje i otvorene rasprave o suvremenim književnim temama, ali i radovima nastalima na lokalnom dijalektu. Proteklih godina u sklopu događanja sudjelovali su predstavnici lokalnog književnog kolektiva Ri Lit, Renato Baretić, Jasen Boko, Rade Šerbedžija te Nikola Petković, predsjednik Hrvatskog društva pisaca.
Osim navedenog, dio festivalskog programa sačinjavaju i ostali sadržaji poput besplatnih predstava za djecu, besplatnih radionica sviranja gitare, glume ili pisanja te raznih manjih kulturnih događanja poput projekta Ritam dvorišta.

## Partnerski program
Čansonfest, festival čakavske šansone, održan je prvi puta 2005. godine. Afirmacija uglazbljene čakavštine ovim je festivalom dobila cjelovitu promociju, tim više što se od 2006. godine raspisuje Natječaj za nove skladbe u duhu čakavske šansone. Sudjelovanjem izvođača, poznatih estradnih imena s područja Kvarnera i Istre, festival se u svim segmentima potvrdio i realizirao, zadržavši konceptualno snažan zavičajni karakter.
Kastav Blues Festival održava se od 2008. godine. Temeljem dobrih odnosa s European Blues Association (EBA), najvećom europskom organizacijom za promociju bluesa, festival se održava neposredno nakon Blues Week-a, godišnje manifestacije u organizaciji EBA, što omogućava visoku razinu u organizacijskoj i programskoj domeni.

## Vanjska poveznica
- Službena stranica
- Facebook stranica